# فرانک گراس
فرانک گراس (انگلیسی: Frank J. Grass؛ زادهٔ ۱۹ مهٔ ۱۹۵۱) ژنرال بازنشسه نیروی زمینی ایالات متحده آمریکا است، که در فاصله سال‌های ۲۰۱۲ تا ۲۰۱۶ به‌عنوان بیست و هفتمین رئیس گارد ملی فعالیت می‌کرد.
گراس فعالیت نظامی را از سال ۱۹۶۹ در نیروی زمینی آمریکا آغاز کرد، از ۱۹۹۷ تا ۱۹۹۹ فرماندهی گردان ۲۰۳ مهندسی را برعهده داشت، از ۲۰۰۶ تا ۲۰۰۸ امور بسیج و ذخیره فرماندهی اروپایی ایالات متحده آمریکا بود، از ۲۰۰۸ تا ۲۰۱۰ فرماندهی پایگاه نیروی فضایی پترسون را برعهده داشت و از ۲۰۱۰ تا ۲۰۱۲ به‌عنوان جانشین فرماندهی شمالی ایالات متحده آمریکا فعالیت می‌کرد. وی در جنگ عراق و جنگ افغانستان حضور داشت و سال ۲۰۱۶ پس از ۴۷ سال خدمت، از نیروهای مسلح آمریکا بازنشسته شد.